# Přírodní park Les Včelný
Les Včelný je přírodní park nalézající se severovýchodně od města Rychnova nad Kněžnou. Vyhlášen byl roku 1996. Tvoří ho lesní komplex v údolí kolem Javornického potoka v nadmořské výšce 320–450 metrů.
Přírodní park je zajímavý z rostlinného, živočišného a také turistického a kulturního hlediska. Osou území je Javornický potok a jeho niva. K zajímavým útvarům patří například Ivanská skála. V minulosti zde pobývali členové Jednoty bratrské, kteří neměli možnost vyznávat své náboženství. Nevylučuje se, že zde pobýval i Jan Ámos Komenský před odchodem do polského Lešna.[zdroj⁠?!] Dalším zajímavým místem parku je Ivanské jezero, které není přírodním jezerem ale přehradou na Javornickém potoku s hrází dlouhou 82 metrů a vysokou sedm metrů.[zdroj⁠?!] V přírodním parku se nachází rekreační středisko Letovisko Studánka s hotelem. V minulosti zde byly lázně s léčivými prameny.

## Flora
Na území přírodního parku roste okrotice bílá, střevíčník pantoflíček, lilie zlatohlávek, hlístník hnízdák, lýkovec jedovatý, orlíček obecný a kyčelnice devítilistá.

## Fauna
V chráněném území žije ropucha obecná, skokan hnědý, ještěrka živorodá, slepýš křehký, užovka obojková, zmije obecná, káně lesní, puštík obecný, sýkora parukářka, budníček lesní a králíček ohnivý.

## Turistika
Přírodním parkem je vedeno několik turistických tras KČT i cyklostezky. Lesem Včelným je vedena První podorlická pivní stezka od rychnovského pivovaru k letovisku Studánka.
Na okraji přírodního parku se nachází městské koupaliště ve Včelném.